# Micropeza atriseta
Micropeza atriseta är en tvåvingeart som först beskrevs av Leander Czerny 1932.  Micropeza atriseta ingår i släktet Micropeza och familjen skridflugor.
Artens utbredningsområde är Costa Rica. Inga underarter finns listade i Catalogue of Life.